# Albertów (Silésie)
Pour les articles homonymes, voir Albertów.
Albertów (prononciation : [alˈbɛrtuf]) est une localité polonaise de la gmina de Lipie, située dans le powiat de Kłobuck en voïvodie de Silésie.